# Charles Coppens
Jonkheer Charles Marie Ghislain Coppens (Gent, 9 november 1796 - Sint-Joost-ten-Node, 26 november 1874) was lid van het Belgisch Nationaal Congres.

## Levensloop
De stamvader van de familie was Charles Coppens, heer van Eeckenbrugge (1727-1774) die in 1766 de baronstitel verwierf. Zijn zoon, Emmanuel Coppens (1769-1820), getrouwd met Marie-Anne de Norman, weigerde de adelserkenning van 1816 en het is pas in 1824 dat hij deze erkenning aanvaardde. Hun zoon, de hier behandelde Charles trouwde met Rose Kervyn (1774-1855) en trad in tweede huwelijk met de weduwe Marie-Thérèse Janssens (1808-1892). Beide huwelijken bleven kinderloos.
In de revolutietijd was Coppens kapitein van de Gentse Burgerwacht. In 1829-1830 was hij burgemeester van Melle en van Heusden. Van deze tweede gemeente was hij opnieuw burgemeester van 1833 tot 1836. Hij werd in 1831 tevens voorzitter van de Gentse Veiligheidscommissie. Van 1831 tot 1848 was hij kolonel van de Gentse Burgerwacht.

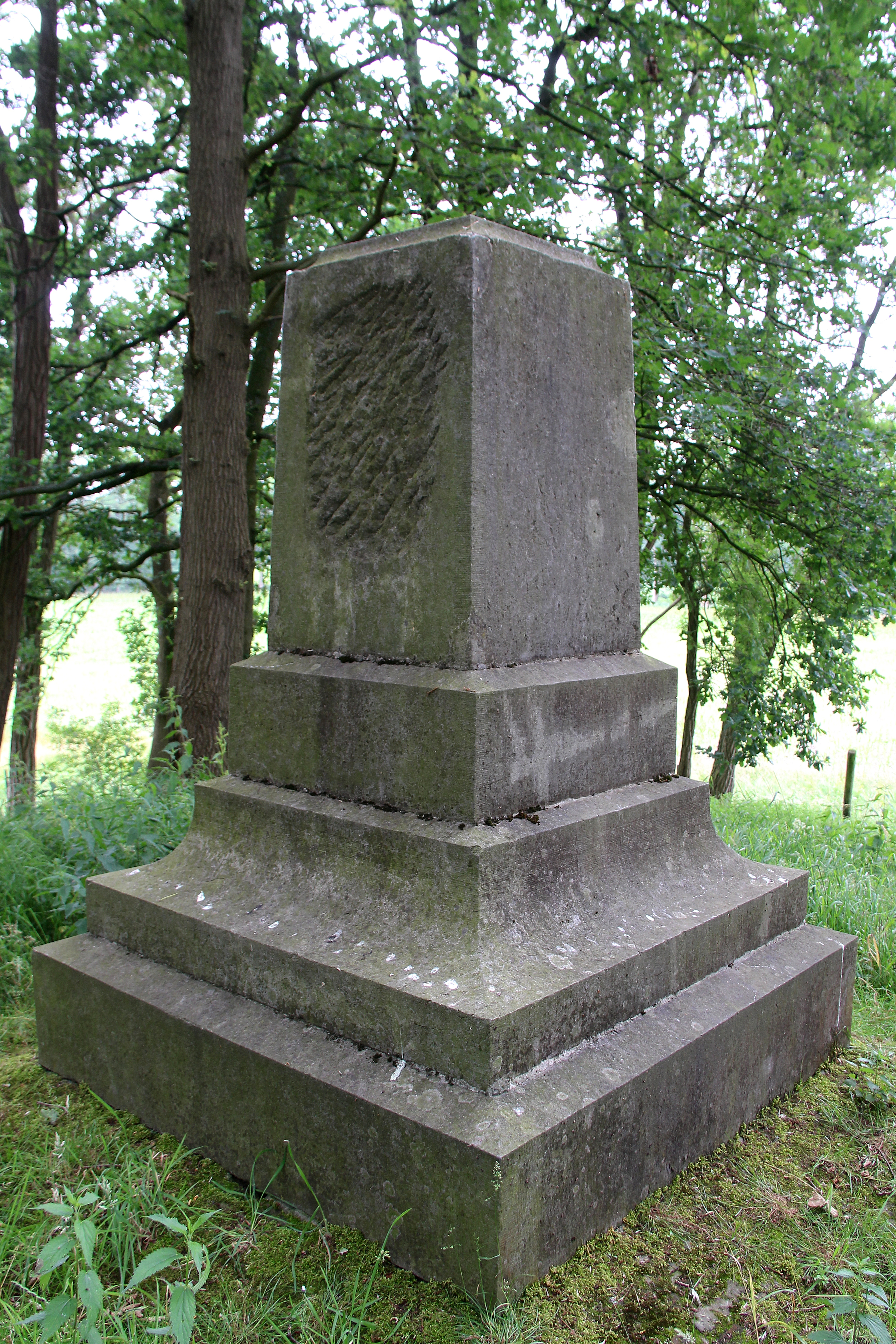

In oktober 1830 werd Coppens een van de twaalf door het arrondissement Gent verkozen leden van het Nationaal Congres. Hij stemde bij de grote gelegenheden als volgt: voor de onafhankelijkheidsverklaring, voor de uitsluiting van de Nassaus, voor de hertog van Nemours, maar tegen Leopold van Saksen Coburg (omdat zijn verkiezing de aanvaarding inhield van de voorwaarden van de Mogendheden) en tegen het Verdrag der XVIII artikelen. Coppens kwam een tiental keren tussen in de debatten als het over de Burgerwacht ging, onderwerp dat hem nauw aan het hart lag. Halfweg de zittingen werd ook zijn neef Louis Coppens lid van het Nationaal Congres.
In oktober 1831 werd hij tot volksvertegenwoordiger verkozen maar in 1833 stelde hij zich niet meer opnieuw kandidaat.